# Viktor Jacobi

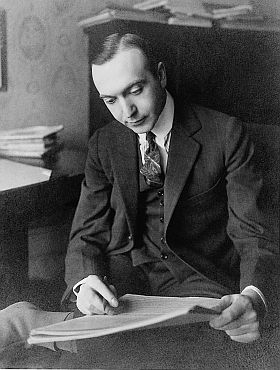
Viktor Jacobi

Viktor Jacobi (* 22. Oktober 1883 in Budapest, Österreich-Ungarn; † 12. Dezember 1921 in New York, NY) war ein ungarischer Operettenkomponist.

## Leben
Viktor Jacobi studierte von 1903 bis 1905 an der Franz-Liszt-Musikakademie bei Hans (János) Koessler, zusammen mit Albert Szirmai und Leó Weiner. Noch in seiner Studienzeit wurde 1904 seine erste Operette, A rátartós királykisasszony (Die hochmütige Prinzessin), uraufgeführt, dies noch unter dem Namen Viktor Jakabfi. 1902 schrieb er das Textbuch zu einem frühen Bühnenwerk von Emmerich Kálmán.
Danach erschien bis 1914 fast jedes Jahr eine neue Operette. Seine Lieblingstextdichter waren Ferenc Martos und Miksa Bródy.
Seine bekanntesten Operetten sind Leányvásár (Heiratsmarkt) (1911) und Sybill (1914). Diese Erfolge machten ihn auch international bekannt. 1914 reiste er nach London und emigrierte wegen des Ausbruchs des Ersten Weltkriegs in die USA. Dort komponierte er zusammen mit Fritz Kreisler die Operette Apfelblüten.
Er gehört zu den bedeutendsten ungarischen Operettenkomponisten. Seine erfolgreichsten Werke sind vor allem in Ungarn bis heute populär.
1920 unternahm er eine letzte Reise nach Europa, verstarb aber im folgenden Jahr im Alter von 38 Jahren im Lenox Hill Hospital in New York an akuter Leukämie.
Die Neue Zürcher Zeitung berichtete am 13. April 1922 über seinen Tod: In Viktor Jacobi, dem Schüler Hans Koeßlers, der suggestivsten Lehrerpersönlichkeit, die Deutschland an die ungarische Musik vergab, ist eines der anmutigsten Talente der modernen Musiquette ins Grab gesunken.
Sein Grab befindet sich auf dem Woodlawn Cemetery. Die Inschrift seines Grabsteins lautet: „ÁLMODJÁL SZÉPEKET“ (auf Deutsch: „Träum’ etwas Schönes“).

## Bühnenwerke
- 1904 A rátartós királykisasszony (Die hochmütige Prinzessin)
- 1905 A legvitézebb huszár (Der tapfere Husar)
- 1906 A tengerszem tündére
- 1907 Tüskerózsa (Jókai elbeszélése nyomán)
- 1908 Van, de nincs
- 1909 Jánoska (Hanserl)
- 1911 Leányvásár (Mädchenmarkt oder Heiratsmarkt)
- 1914 Szibill (Sybill)
- 1919 Almavirág (Apfelblüten), gemeinsam mit Fritz Kreisler
- 1921 Der Liebesbrief

## DVD
- Szybill (Produktion des ungar. Fernsehens 1981)